# Bagdad, Arizona
Bagdad je naseljeno područje za statističke svrhe u američkoj saveznoj državi Arizona. Prema popisu stanovništva iz 2010. u njemu je živjelo 1,876 stanovnika.